# Prosotas eborata
Prosotas eborata är en fjärilsart som beskrevs av Tite 1963. Prosotas eborata ingår i släktet Prosotas och familjen juvelvingar. Inga underarter finns listade i Catalogue of Life.